# Mandschurische Tanne
Die Mandschurische Tanne (Abies holophylla) ist eine Pflanzenart aus der Gattung der Tannen (Abies) in der Familie der Kieferngewächse (Pinaceae).

## Beschreibung

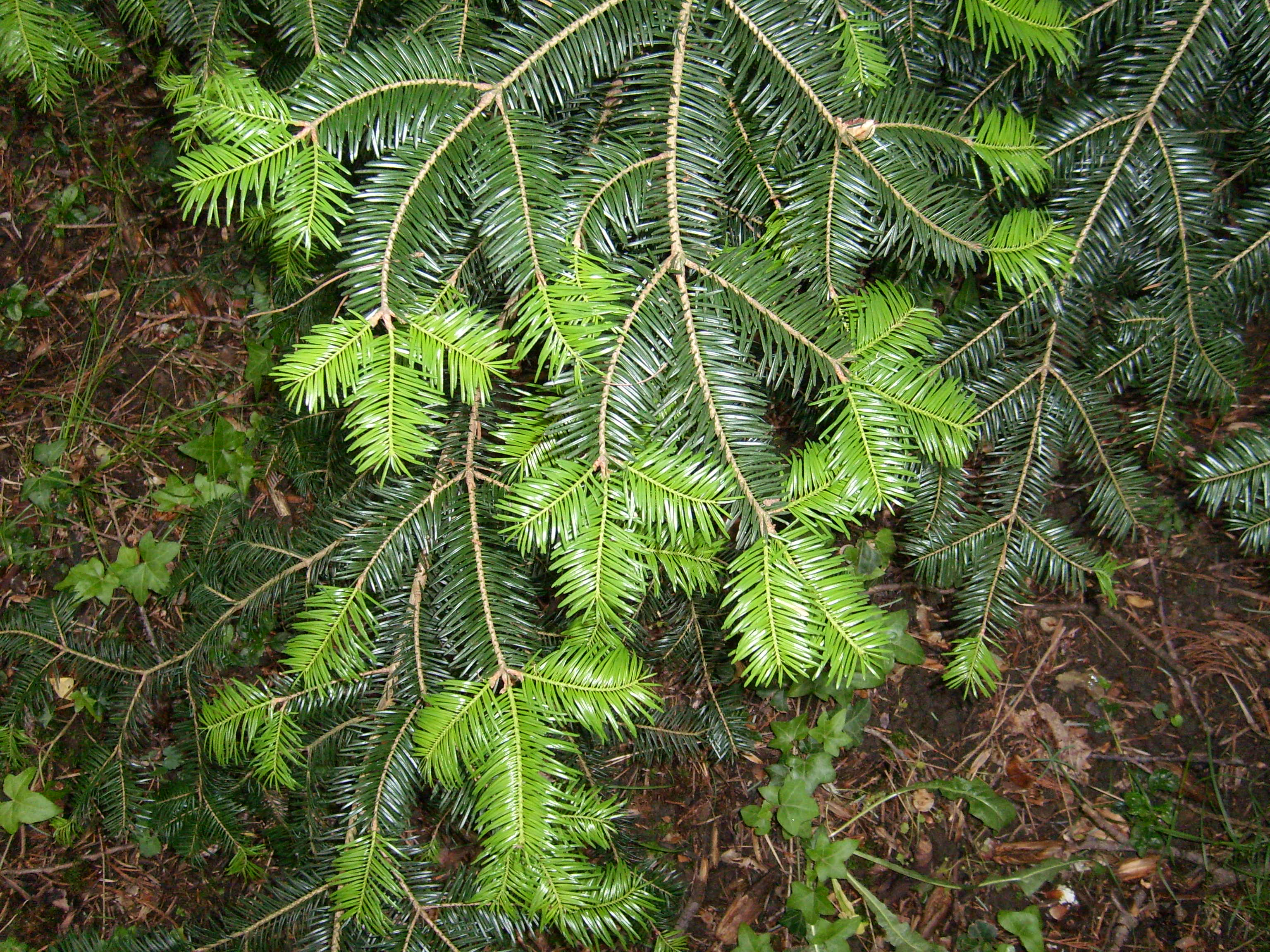
Nadeln der Mandschurischen Tanne

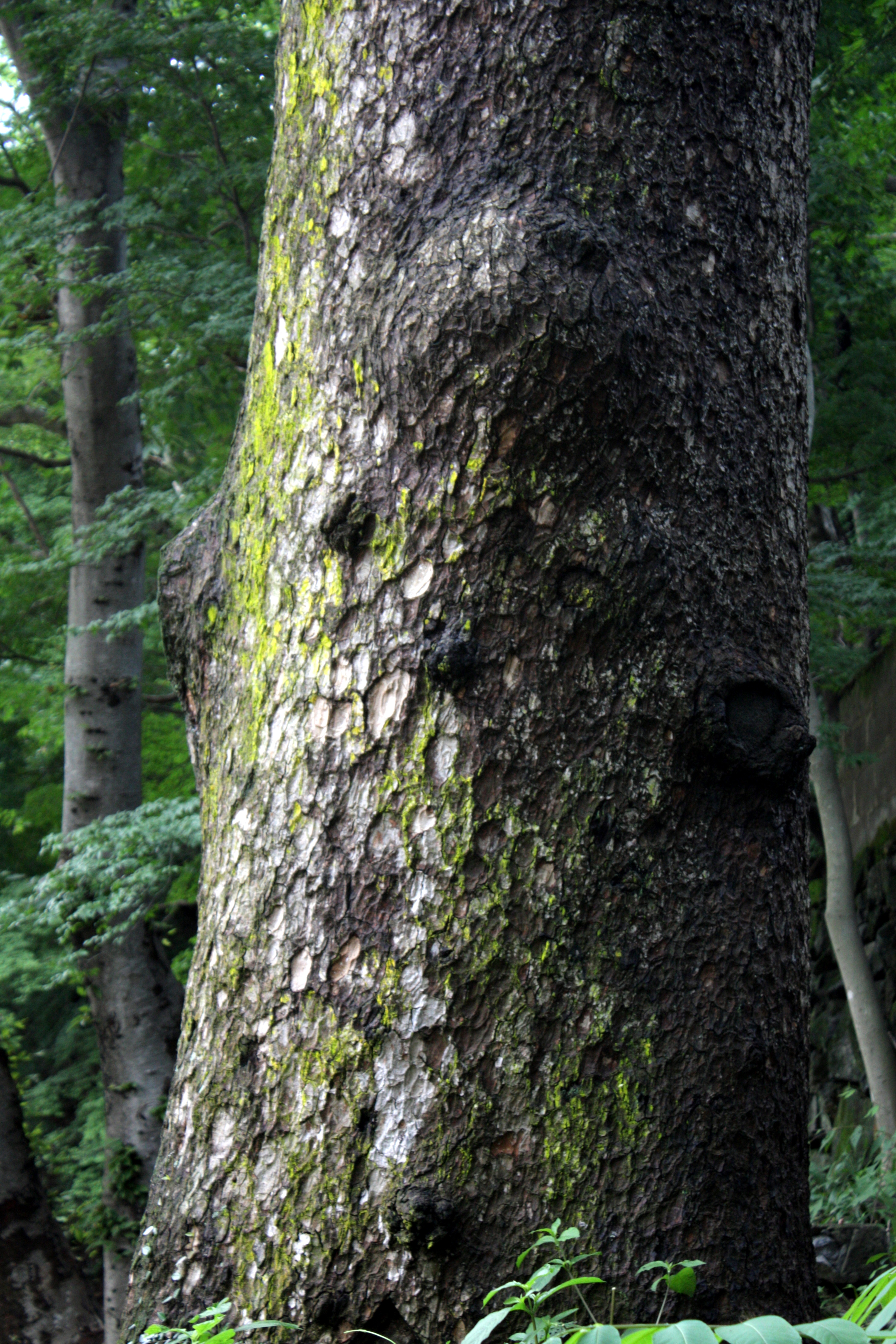
Stamm mit Borke

### Habitus
Die Mandschurische Tanne ist ein immergrüner Baum, der Wuchshöhen von 40 m und einen Stammdurchmesser (BHD) von etwa 1 Meter erreicht. Sie besitzt eine breite, pyramidenförmige Krone und weit ausladende Äste. Im Bestand bleibt ihr Stamm frei, während sie solitär stehend bis zum Grund beastet bleibt. Junge Zweige sind kahl und glänzend gelblich bis bräunlich gefärbt. Erst nach 2 bis 3 Jahren verfärben sie sich grau, gelb-grau oder braun-grau. Sie ist dazu fähig nach einem Sturmbruch eine stammbürtige Triebbildung durchzuführen.

### Borke und Holz
Die Borke ist zunächst glatt und bräunlich und wird im Alter flachrissig und dunkelbraun. Das Holz ist weißlich bis blassgelb, geruchlos und relativ weich sowie leicht. Es besteht kein farblicher Unterschied zwischen Splint- und Kernholz. Die Rohdichte des Holzes beträgt 0,37 g/cm³.

### Nadeln
Kennzeichnend sind die langen, zugespitzten Nadeln. Sie sind etwa 2 bis 4 cm lang, 1,5 bis 2 mm breit und glänzend dunkelgrün gefärbt. Die Spaltöffnungen verlaufen in Reihen und befinden sich auf der Unterseite.

### Blüten, Zapfen und Samen
Die Mandschurische Tanne ist einhäusig-getrenntgeschlechtlich (monözisch). Die männlichen Blütenzapfen befinden sich an den äußeren Zweigspitzen, sind etwa 15 mm lang und besitzen gelbgrüne Pollensäcke. Aufrecht stehen die etwa 35 mm langen weiblichen Blütenzapfen. Sie entwickeln sich bis zur Reife zu zylindrischen, 6 bis 14 cm großen Zapfen mit einem Durchmesser von 3 bis 4 cm. Typisch für die Mandschurische Tanne ist das starke Harzen der Zapfen, die in der Reife hellbraun bis gelblich-braun gefärbt sind. Die nieren- oder fächerförmigen Zapfenschuppen sind außen behaart und weisen eine dunkelrote Färbung auf. Die Deckschuppen sind kleiner als die Zapfenschuppen. Die dreieckigen Samen werden 8 bis 12 mm groß und weisen bräunliche Flügel auf. Das Tausendkorngewicht beträgt in etwa 49,3 g. Die Keimrate liegt bei 40 %.

### Chromosomenzahl
Die Chromosomenzahl beträgt 2n = 24.

## Verbreitung
Das natürliche Verbreitungsgebiet der Mandschurischen Tanne ist die koreanische Halbinsel, sowie die Grenzgebiete zu China und Russland, wobei sich der Verbreitungsschwerpunkt im Changbai-Gebirge in der chinesischen Provinz Jilin befindet. Es ist auf Höhenlagen von 400 m bis 1600 m begrenzt. Außerhalb ihrer Heimat ist diese Tanne in nur wenigen Sammlungen vertreten. Außerdem wird sie nur in geringen Maßen als Park- und Gartenbaum sowie zur forstlichen Nutzung angebaut.

## Lebensraum
Die Mandschurische Tanne bewohnt Gebiete mit einem feucht-warmen Sommer und einem lang andauernden trocken-kalten Winter. Die Niederschläge liegen zwischen 600 und 1.340 mm. Sie wächst am häufigsten auf dunkelbraunen Waldboden und schwach podsolierten Braunerden. Der pH-Wert sollte zwischen 5,5 und 6,5 liegen. Es werden Täler und sanfte Hänge bevorzugt. Diese Art ist extrem frosthart, besitzt jedoch nur eine geringe Anpassung an veränderte Umweltbedingungen.

## Pflanzenkrankheiten
Die Mandschurische Tanne ist kaum anfällig gegen Krankheiten und Schadinsekten.

## Nutzung
Vor allem in China spielt die Mandschurische Tanne eine wichtige wirtschaftliche Rolle als Nutzholz-Lieferant, da das Holz dauerhaft und leicht zu bearbeiten ist. Die Folge ist, dass in China die Bestände durch Übernutzung stark dezimiert sind. Die Samen eignen sich für die Seifenproduktion, weil sie einen relativ hohen Ölgehalt von 30,6 % haben. Die Wurzeln, Äste und Nadeln werden zur Herstellung von aromatischen Ölen genutzt. In der Volksmedizin wird die Rinde als Rheumamittel genutzt.